# Fear Inoculum
Fear Inoculum – piąty album amerykańskiej grupy muzycznej Tool, który został wydany 30 sierpnia 2019. Jest to kolejny album zespołu od czasu wydania płyty 10,000 Days w 2006.
Nagrania w Polsce uzyskały certyfikat złotej płyty.

## Lista utworów

### Wydanie fizyczne
Lista według Discogs:
| 1. | „Fear Inoculum”       | 10:20   |
|    |                       |         |
| 2. | „Pneuma”              | 11:53   |
|    |                       |         |
| 3. | „Invincible”          | 12:44   |
|    |                       |         |
| 4. | „Descending”          | 13:37   |
|    |                       |         |
| 5. | „Culling Voices”      | 10:05   |
|    |                       |         |
| 6. | „Chocolate Chip Trip” | 4:48    |
|    |                       |         |
| 7. | „7empest”             | 15:43   |
|    |                       |         |
|    |                       | 1:19:10 |
|    |                       |         |

### Wydanie cyfrowe
1. „Fear Inoculum”
2. „Pneuma”
3. „Litanie contre la Peur”
4. „Invincible”
5. „Legion Inoculant”
6. „Descending”
7. „Culling Voices”
8. „Chocolate Chip Trip”
9. „7empest”
10. „Mockingbeat”[26]

## Twórcy
- Maynard James Keenan – śpiew
- Adam Jones – gitara
- Justin Chancellor – bas
- Danny Carey – perkusja, syntezatory